# Carney (Oklahoma)
Carney és un poble dels Estats Units a l'estat d'Oklahoma. Segons el cens del 2000 tenia 649 habitants.

## Demografia
Segons el cens del 2000, Carney tenia 649 habitants, 252 habitatges, i 183 famílies. La densitat de població era de 141,6 habitants per km².
Dels 252 habitatges en un 34,9% hi vivien nens de menys de 18 anys, en un 53,6% hi vivien parelles casades, en un 14,3% dones solteres, i en un 27% no eren unitats familiars. En el 24,6% dels habitatges hi vivien persones soles el 9,1% de les quals corresponia a persones de 65 anys o més que vivien soles. El nombre mitjà de persones vivint en cada habitatge era de 2,58 i el nombre mitjà de persones que vivien en cada família era de 3,03.
Per edats la població es repartia de la següent manera: un 31% tenia menys de 18 anys, un 6,8% entre 18 i 24, un 29% entre 25 i 44, un 23,3% de 45 a 60 i un 10% 65 anys o més.
L'edat mediana era de 35 anys. Per cada 100 dones de 18 o més anys hi havia 88,2 homes.
La renda mediana per habitatge era de 27.589 $ i la renda mediana per família de 29.688 $. Els homes tenien una renda mediana de 25.972 $ mentre que les dones 20.000 $. La renda per capita de la població era de 12.020 $. Entorn del 16,1% de les famílies i el 19,6% de la població estaven per davall del llindar de pobresa.

## Poblacions més properes
El següent diagrama mostra les poblacions més properes.